# Hrabstwo Hardin (Kentucky)
Hrabstwo Hardin – hrabstwo w USA, w stanie Kentucky. Według danych z 2010 roku, hrabstwo zamieszkiwały 105543 osoby. Siedzibą hrabstwa jest Elizabethtown. Założone w 1792 roku

## Miasta
- Cecilia (CDP)
- Elizabethtown
- Muldraugh
- Radcliff
- Sonora
- Vine Grove
- West Point